# Hamer (langue)
Le hamer est une langue afro-asiatique parlée en Éthiopie.

## Sources
- (en) Andreas Joswig, A brief grammar of the Hamer language, SIL Ethiopia, 2011 (lire en ligne)
- (en) Sara Petrollino, A grammar of Hamar: a South Omotic language of Ethiopia, Rüdiger Köppe Verlag, 2016 (lire en ligne)